# چکاوک بیشه هندی
چکاوک بیشه هندی (نام علمی: Mirafra erythroptera) نام یک گونه از سرده جل‌ها است.